# Siriz
Siriz is een Nederlandse stichting die hulp, voorlichting en opvang biedt bij ongewenste zwangerschap. Siriz werd in 2010 opgericht door de Vereniging ter bescherming van het ongeboren kind (VBOK), die bleef bestaan als ledenvereniging.

## Geschiedenis
De VBOK werd in 1971 in Amsterdam door een aantal artsen en andere betrokkenen opgericht onder de naam Vereniging ter Bescherming van het Ongeboren Kind. Onder hen bevonden zich onder anderen prof.dr. G.A. Lindeboom, mevrouw C.A.H. Haitsma Mulier-van Beusekom, P.M. Beijersbergen van Henegouwen s.j. en drs. H.J. Ogilvie. 1971 is tevens het jaar waarin artsen in de eerste abortuskliniek van Nederland, het Mildred Rutgershuis in Arnhem, illegaal abortus provocatus begonnen uit te voeren.

## Leden
Het ledenaantal van de VBOK kende rond de millenniumwisseling een sterke stijging: waar de VBOK in 1980 nog 11.000 leden telde, waren dat er in 2002-2003 zo'n 105.000.
In oktober 2010 werd de werkorganisatie van de VBOK ondergebracht in een stichting met de nieuwe naam Siriz. De ledenvereniging VBOK bleef wel bestaan.

## Organisatie-structuur
Vanaf juni 1996 stond de VBOK onder leiding van voorzitter Kars Veling, Eerste Kamerlid van het Gereformeerd Politiek Verbond (GPV), en haar opvolger ChristenUnie. In juni 2006 werd hij opgevolgd door politicoloog Ad de Boer, die van 1973 tot 2006 bij de Evangelische Omroep werkte. De eerste bestuurder van Siriz was 'founding father' Johan van Veelen. Deze werd in april 2014 opgevolgd door Ronald Zoutendijk, die tot april 2014 directeur was van de Stichting Samenwerkende Brancheorganisaties Filantropie.
Sinds 2018 is het hoofdkantoor gevestigd in Gouda. Daarnaast zijn er hulpposten in onder meer Almere, Den Haag, Dordrecht, Ede, Groningen, Heemstede, Houten, Rotterdam en Zwolle. In totaal werken er ongeveer 35 beroepskrachten en 50 opgeleide vrijwilligers bij Siriz. Siriz heeft een Raad van Bestuur en een Raad van Toezicht.

## Visie en kritiek
In tegenstelling tot bijvoorbeeld de hulporganisatie Stichting Fiom die een positieve houding aanneemt ten opzichte van abortus als antwoord op een ongewenste zwangerschap, werkte de voorganger VBOK vanuit de christelijk geïnspireerde overtuiging dat de ongeboren mens recht heeft zich te ontwikkelen en geboren te worden.
Met de naam- en organisatiewijziging is er een verschuiving opgetreden in de benadering. Volgens Siriz veroorzaakten beelden en associaties bij de naam ‘Vereniging ter Bescherming van het Ongeboren Kind’ misverstanden zoals ‘een anti-abortusbeweging’ en ‘gekleurde hulp vanwege een christelijke grondslag’. Beide waren echter niet aan de orde, zo zei Siriz, maar een nieuwe start zou alles weer laten draaien om 'de essentie; klaar staan voor mensen in nood'. De naamswijziging en nieuwe presentatie leverden echter ook onrust op bij delen van de VBOK-achterban.
In september en oktober 2018 uitten onder andere GroenLinks en de PvdA kritiek op Siriz. Volgens deze partijen was Siriz in de voorlichting aan vrouwen die abortus overwegen niet neutraal. Zo zouden zij (te) sturend optreden door sterk de nadruk te leggen op mogelijke spijt die vrouwen in de toekomst kunnen krijgen van hun abortus. De partijen stelden voor om de subsidie van 1.7 miljoen euro in te trekken. De staatssecretaris van VWS stelde vervolgens tal van zorgvuldigheids -en kwaliteitseisen op om in aanmerking te komen voor overheidssubsidie voor keuzehulp bij onbedoelde zwangerschap. Siriz voldeed aan deze eisen en wordt sindsdien voor keuzehulp gesubsidieerd door het Ministerie van VWS.

## Doel
Hulp wordt verleend aan een ieder (de vrouw of de verwekker) die in nood is vanwege:
- een ongewenste zwangerschap;
- een zwangerschap waarbij een kind met een handicap wordt verwacht;
- verwerking na abortus provocatus;
- alleenstaand (tiener)moederschap.

De hulp bestaat onder meer uit:
- gesprekken en advies over het maken van keuzes bij de ongewenste zwangerschap;
- opvang van alleenstaande moeders tot 25 jaar in een gastgezin, opvanghuis of project voor begeleid wonen
- begeleiding na een bevalling;
- hulp na abortus;
- begeleiding bij adoptie en plaatsing in een pleeggezin;
- advies bij prenatale screening
- bevalling onder geheimhouding

Ook verzorgt Siriz voorlichting op scholen en geeft de stichting advies aan professionals.

## Naam
De stichting geeft de volgende verklaring voor de naam: "In de naam Siriz vind je het woord 'iris'. Iris staat voor vizier, hoop en bruggenbouwen. Deze drie begrippen kenmerken de organisatie. Siriz en zwangerschap zijn onlosmakelijk met elkaar verbonden. Daarvoor staat de 'z'."